# Свети Козма (Кавала)
Свети Козма (грч. Άγιος Κοσμάς, Ајос Космас) је насељено место у општини Места у периферији Источна Македонија и Тракија, Грчка. Према попису из 2021. године било је 18 становника.
Према бугарском географу и историчару, Василу Канчову, у Светом Козми је 1900. године живело 150 Турака. 
Године 1924. турско становништво је принудно исељено у Турску а на њихово место су насељене грчке избегличке породице, којих је на попису из 1928. године било 240. Село се раније звало Караманли.